# Падеспань
Падеспань (па-д-эспань, фр. Pas d'Espagne) — парный бальный танец размером 3/4 такта, умеренно быстрого темпа.
Состоит из элементов характерно-сценического испанского танца; автор музыки и танца — русский артист балета Александр Александрович Царман. Этот танец он впервые представил 1 января 1901 года в зале Благородного собрания Москвы.
Падеспань получил известность в Восточной Европе.